# Guillemot à cou blanc
Synthliboramphus antiquus
Espèce
Statut de conservation UICN

 LC  : Préoccupation mineure
Le Guillemot à cou blanc (Synthliboramphus antiquus) est une espèce d'oiseau marin appartenant à la famille des Alcidae.

## Taxinomie
D'après Alan P. Peterson, cette espèce est constituée des deux sous-espèces suivantes :
- Synthliboramphus antiquus antiquus (Gmelin) 1789 ;
- Synthliboramphus antiquus microrhynchos Stepanyan 1972.